# بني صالح (بني سويف)
قرية بنى صالح هي إحدى القرى التابعة لمركز الفشن في محافظة بني سويف في جمهورية مصر العربية. حسب إحصاءات سنة 2006، بلغ إجمالي السكان في بنى صالح 10171 نسمة، منهم 5249 رجل و4922 امرأة.